# Kurt Schumacher (Komponist)
Kurt Schumacher (* 1. Juli 1963 in Bonn) ist ein deutscher Komponist, Musikwissenschaftler und Publizist.

## Leben
Schumacher wurde in Bonn geboren und wuchs in Euskirchen auf. Im Alter von zehn Jahren begann er mit dem Spiel der Konzertgitarre. Später kam als zweites Instrument das Klavier hinzu. Er studierte an der Rheinischen Friedrich-Wilhelms-Universität Bonn Musikwissenschaft, Kunstgeschichte und Philosophie. Neben seiner Tätigkeit als Komponist und Herausgeber arbeitet er als Klavier- und Gitarrenlehrer in Bonn und Euskirchen.

## Werke
- Ghiribizzi, Blues, Bossa, Tango …, 13 grillenhafte Stücke für Gitarre, Verlag Heinrichshofen (N 2424), ISMN M-2044-2424-5
- Piezas Latinas, 11 Stücke für Gitarre, Verlag Heinrichshofen (N 2510), ISMN M-2044-2510-5
- Fine & Gentle, 12 elegante Stücke für Gitarre, Verlag Heinrichshofen (N 2543), ISMN M-2044-2543-3
- The Blue Hour, 22 Stücke für Gitarre im Blues- und Rockfeeling, Verlag Heinrichshofen (N 2642), ISMN M-2044-2642-3
- Strings in Space, 21 Stücke für Gitarre im Jazz-, Rock-, Blues- und Latin-Style, Verlag Heinrichshofen (N 2663), ISMN 979-0-2044-2663-8
- Sämtliche Tonleitern für Gitarre, Kirchentonarten, Modaler Jazz, Blues, Zigeuner-Dur, Zigeuner-Moll, Pentatonik, Verlag Heinrichshofen (N 2245), ISMN 979-0-2044-2245-6

## Publikationen
- Niccolò Paganini, Sechs Sonaten op. 2 für Violine und Gitarre, Musikverlag Zimmermann, ISMN M-010-34370-9
- Niccolò Paganini, 6 Sonaten für Violine und Gitarre aus Centone di Sonate (Sonaten Nr. 13–15), Musikverlag Zimmermann, ISMN M-010-32260-5
- Niccolò Paganini, 6 Sonaten für Violine und Gitarre aus Centone di Sonate (Sonaten Nr. 16–18), Musikverlag Zimmermann, ISMN M 010-32270-4
- Niccolò Paganini, 24 Sonaten für Violine und Gitarre (opera V, opera VI), Musikverlag Zimmermann, ISMN M-010-31120-3
- Niccolò Paganini, 24 Sonaten für Violine und Gitarre (opera II, opera IV), Musikverlag Zimmermann, ISMN M-010-31110-4
- Niccolò Paganini, Terzetto concertante für Viola, Violoncello und Gitarre, Musikverlag Zimmermann, ISMN M-010-34070-8
- Niccolò Paganini, Quartetto No. 8 für Violine, Viola, Violoncello und Gitarre, Musikverlag Zimmermann, ISMN M-010-31680-2
- Niccolò Paganini, Quartetto No. 10 für Violine, Viola, Violoncello und Gitarre, Musikverlag Zimmermann, ISMN M-010-33840-8
- Niccolò Paganini, Quartetto No. 12 für Violine, Viola und Gitarre, Musikverlag Zimmermann, ISMN M-010-35720-1
- Niccolò Paganini, Quartetto No. 14 für Violine, Viola, Violoncello und Gitarre, Musikverlag Zimmermann, ISMN M-010-34140-8
- Niccolò Paganini, Quartetto No. 15 für Viola, Violine, Violoncello und Gitarre, Musikverlag Zimmermann, ISMN M-010-34850-6
- Niccolò Paganini, 3 Duetti concertanti für Violine und Violoncello, Robert Lienau Musikverlag, ISMN M-011-40300-6
- Niccolò Paganini, Tre Quartetti per due violini, viola e violoncello, Quartetto I, Robert Lienau Musikverlag, ISMN M-011-40430-0
- Niccolò Paganini, Tre Quartetti per due violini, viola e violoncello, Quartetto II, Robert Lienau Musikverlag, ISMN M-011-40440-9
- Niccolò Paganini, Tre Quartetti per due violini, viola e violoncello, Quartetto III, Robert Lienau Musikverlag, ISMN M-011-40450-8
- Niccolò Paganini, Introduktion und Thema mit Variationen (nach Capriccio op. 1 No. 24) für Violine und Streichquartett, Robert Lienau Musikverlag, ISMN M-011-40680-9
- Ernst Gottlieb Baron, Partita in a-moll für Gitarre (original für Laute), ISMN M-2037-1513-9
- Ernst Gottlieb Baron, Suite a-moll für Gitarre (original für Laute), ISMN M-2026-0090-0